# Niiza
Niiza (jap. 新座市 Niiza-shi) – miasto w Japonii, na wyspie Honsiu, w prefekturze Saitama. Ma powierzchnię 22,78 km². W 2020 r. mieszkały w nim 166 104 osoby, w 73 614 gospodarstwach domowych  (w 2010 r. 158 765 osób, w 64 464 gospodarstwach domowych).

## Położenie
Miasto leży w południowo-wschodniej części prefektury, graniczy z miastami:
- Tokorozawa
- Asaka
- Shiki
- Fujimi
- Tokio
- Kiyose
- Nishitōkyō
- Higashikurume

## Przemysł
W mieście rozwinął się przemysł maszynowy, spożywczy oraz włókienniczy.